# Karl Markovics
Karl Markovics (født 29. august 1963 i Wien i Østrig) er en østrigsk skuespiller.
Han spillede Salomon Sorowitsch (den førende rolle) i Forfalskerne (2007), film, som vandt en Oscar for bedste udenlandske film den 24. februar 2008. Forud for, hans mest bemærkelsesværdige optræden har medvirket i den meget roste østrigske (wiener) sort komedie Komm, süßer Tod (2001), med hans rolle som Franz Fuchs i tv-filmen Franz Fuchs – Ein Patriot fra 2007 og politi drama tv-serien Kommissær Rex. Hans karakter fra Kommissær Rex fik sin egen spin-off serie, Stockinger.
Markovics er gift med skuespillerinden Stephanie Taussig og de har sammen to børn.

## Filmografi
- 2001: Komm, süßer Tod
- 2007: Forfalskerne
- 2007: Franz Fuchs – Ein Patriot
- 2017: Kongens valg
- 2017: Babylon Berlin